# Tinglev Station
Tinglev Station er en dansk jernbanestation i Tinglev.

## Historie

### Anlæggelse
Bygningen af Tinglev Station begyndte allerede i 1862 og åbnede for trafik den 15. april 1864, da strækningen fra Flensborg til Rødekro indviedes. Dette var samtidig med 2. Slesvigske Krig, hvor Kampene ved Dybbøl foregik. Preussiske soldater var dermed allerede i området ved indvielsen og i oktober samme år blev Slesvig-Holsten overgivet til tyskerne.
Allerede efter tre år indviedes Tønder-Tinglev-banen den 26. juni 1867 og den lille station var herefter et knudepunkt. I 1901 åbnede Sønderborgbanen og den lille by havde nu forbindelse mod alle fire verdenshjørner. I 1907 skete større ændringer på sporarealerne da det tyske militær ønskede at opgradere aktiviteterne i grænselandet. Dette medførte bl.a. anlæggelse af et andet spor til Flensborg. Imidlertid fjernede DSB dette spor igen i perioden 1938-1941. Der er dog planer om at reetablere det igen for at muliggøre højhastighedstog på strækningen.

### Luftangreb
Under 2. Verdenskrig blev stationen hele tre gange angrebet af britiske fly. Det værste angreb fandt sted den 16. april 1945. Der kom betydelige skader på både stationsbygningen og det nærliggende posthus. Kort før afslutningen af krigen foregik der sabotage i hver ende af stationen, hvilket medførte at sikringsanlægget brød sammen. Først i 1957 kørte anlægget igen og passagererne havde i mellemtiden haft adskillige problemer med at finde frem til den rette perron.

## Stationsbygningen
Den første stationsbygning i Tinglev blev bygget i 1862 på en åben mark ca. halvanden km fra landsbyen. Efterhånden rykkede byen i retning mod stationen, hvorimod udviklingen i den gamle bydel stod stille. Efter skaderne under 2. Verdenskrig måtte man nedrive bygningen og en ny blev indviet i 1957.
- Gangbro over baneterrænet
- Baneterrænet set fra gangbroen